# Bouray-sur-Juine
Bouray-sur-Juine är en kommun i departementet Essonne i regionen Île-de-France i norra Frankrike. Kommunen ligger i kantonen Étréchy som tillhör arrondissementet Étampes. År 2022 hade Bouray-sur-Juine 2 077 invånare.

## Befolkningsutveckling
Antalet invånare i kommunen Bouray-sur-Juine
| Referens: INSEE |